# جو شوره‌زار
جو شوره‌زار، جو ساحلی (نام علمی: Hordeum marinum) نام یک گونه از سرده جو است.